# 陳世軒
陳世軒（1995年12月17日—），中華民國政治人物，台灣民眾黨籍，於2022年新北市議員選舉當選新北市議會第三選區議員，曾任新北市黨部主委，為中國國民黨籍新北市議員陳明義之子。

## 生平
陳世軒為中國國民黨籍政治人物陳明義之子。畢業於康橋雙語學校後，在蒙纳士大学雙主修國際關係、大眾傳播。
2022年與父親在不同選區當選第四屆新北市議員，成為台灣選舉史上第一對同時在同個議會的父子。
2023年2月3日，接任新北市黨部主委，其聲稱首要目標是重整黨部人事與組織。
2024年9月11日，由於民眾黨主席柯文哲涉京華城案遭羈押禁見，陳世軒與立法院總召黃國昌於新莊體育館前階梯開講，舉辦集結行動集會，呼籲司法應公平正義。
2025年1月19日，當選台灣民眾黨中央委員，於3月26日卸任臺灣民眾黨新北市黨部主任。

## 選舉紀錄
| 年度 | 選舉屆數             | 選舉區           | 所屬政黨   | 得票數 | 得票率 | 當選標記 | 備註 |
| ---- | -------------------- | ---------------- | ---------- | ------ | ------ | -------- | ---- |
| 2022 | 第四屆新北市議員選舉 | 新北市第三選舉區 | 臺灣民眾黨 | 14,906 | 8.17%  |          |      |

## 外部連結
- 陳世軒的Facebook專頁
- 陳世軒的Instagram帳戶
- YouTube上的陳世軒頻道